# Stephen Leather
Stephen Leather (25 de octubre de 1956, Mánchester, Reino Unido) es un autor de suspense británico, cuyas obras son publicadas por Hodder & Stoughton. Ha escrito para programas de televisión como London's Burning, The Knock y la serie de la BBC Murder in Mind. Es uno de los autores de mayor ventas en Amazon Kindle, y fue el segundo autor británico con más ventas mundiales en Kindle en 2011. Ese año, Leather vendió 500.000 eBooks, y la revista The Bookseller lo nombró una de las 100 personas más influyentes en el mundo editorial del Reino Unido.

## Biografía

### Primeros años y educación
Leather nació el 25 de octubre de 1956 en Mánchester. Creció en Sale y Chorlton-cum-Hardy, y acudió a The Manchester Grammar School. Asistió a Bath University, donde obtuvo una Licenciatura en Bioquímica en 1978.
Leather fue contratado como bioquímico por ICI, extrajo piedra caliza de una cantera, trabajó como panadero, como encargado de una bomba de gasolina, como barman, y trabajó para Inland Revenue. Comenzó su carrera de escritor siendo periodista, trabajando para periódicos como el Glasgow Herald, Daily Mirror, The Times, Daily Mail y el South China Morning Post en Hong Kong.

### Carrera de escritor
Leather comenzó a escribir cuando estaba en la universidad; sin embargo «nunca pudo escribir más que unas pocas páginas» y no empezó a escribir a tiempo completo hasta haber trabajado como periodista durante más de diez años.
Su primera novela, Pay Off, la escribió mientras todavía trabajaba en The Daily Mirror. Fue publicada del montón de manuscritos de autores desconocidos en HarperCollins. La novela es un thriller sobre un banquero mercantil que toma venganza sobre dos gánsteres que mataron a su padre.. La historia se desarrolla en Escocia, donde Leather trabajó durante cinco años en The Glasgow Herald como escritor de negocios. 
Su segunda novela, The Fireman, la escribió mientras trabajaba como editor de negocios del South China Morning Post. En The Fireman un periodista sensacionalista británico viaja a Hong Kong para descubrir por qué su hermana se suicidó. Ambas novelas, y también su tercera, Hungry Ghost, fueron publicadas por HarperCollins. 
Leather escribió su cuarta novela, The Chinaman, mientras trabajaba como editor de noticias nocturnas en la división de negocios de The Times en Londres. En aquel entonces, la campaña de bombardeo del Ejército Republicano Irlandés Provisional estaba en su apogeo. En The Chinaman un hombre vietnamita pierde su familia en un ataque basado en líneas generales en el bombardeo de los grandes almacenes Harrods en Londres. Al haber sido ignorado por las autoridades, el hombre, un exasesino del Viet Cong, viaja a Irlanda y persigue a los responsables.
The Chinaman fue la novela que disparó el éxito de Leather. En 1992 Hodder & Stoughton pagó una suma de seis cifras por los derechos británicos de The Chinaman y por la siguiente novela, The Vets, y Pocket Books pagó una suma similar por los derechos en Estados Unidos, otorgándole a Leather la oportunidad de convertirse en un escritor a tiempo completo.

### Obras publicadas
Las novelas de Leather a menudo incluyen temas de crimen, encarcelamiento, servicio militar y terrorismo. Están ambientadas típicamente en Londres y el Lejano Oriente. Al principio de su carrera como escritor, Leather escribió novelas de suspenso autosuficientes, pero más tarde comenzó a desarrollar sus personajes y argumentos a través de series en géneros algo diferentes. El personaje principal de una de sus series, Dan 'Spider' Shepherd ha aparecido en diez de las novelas de suspenso de Leather. Otra serie trata de un ex negociador de la policía, Jack Nightingale, que se convierte en investigador privado.

#### La serieDan 'Spider' Shepherd
En 2004 Leather visitó la prisión de Durham y la prisión de Belmarsh en Inglaterra para llevar a cabo una investigación para su libro Hard Landing. La prisión de Belmarsh es una prisión de máxima seguridad donde se encuentran encerrados los terroristas del país y los criminales más violentos. Hard Landing presentó al personaje Dan Shepherd. En Hard Landing, Shepherd es un exsoldado de las fuerzas especiales que tiene que entrar de incógnito a una prisión de alta seguridad para atrapar a un traficante de drogas que maneja sus operaciones detrás de las rejas. El libro fue publicado por primera vez en 2004 por Hodder & Stoughton. Hard Landing fue el cuarto eBook más vendido en el Reino Unido en 2011. Las ventas fueron impulsadas por el hecho de que el editor redujo el precio del eBook en Amazon a 49 peniques.
Leather realizó una extensa gira por las prisiones luego de publicar Hard Landing, hablándoles a los reclusos sobre la lectura y la escritura creativa. Los libros de Leather son los segundos más leídos por los prisioneros en el Reino Unido, junto al autor John Grisham. Hard Landing también fue nominada para el premio Ian Fleming Steel Dagger Award de 2004. El segundo libro de Spider Shepherd, Soft Target, involucra a terroristas islámicos, con cuatro terroristas suicidas locales atacando el sistema de transporte subterráneo de Londres.  
Soft Target fue publicada en febrero de 2005. El 7 de julio de ese mismo año, un ataque terrorista casi idéntico ocurrió en Londres cuando cuatro terroristas islámicos detonaron cuatro bombas, tres en rápida sucesión a bordo de trenes del Metro de Londres a lo largo de la ciudad, y una cuarta en un autobús de dos pisos en Tavistock Square. Cincuenta y dos civiles y los cuatro terroristas murieron en los ataques, y más de 700 personas resultaron heridas. 
En Soft Target Dan Shepherd mata a un terrorista suicida disparándole en la cabeza en un andén del metro. El 22 de julio de 2005, en la estación de metro de Stockwell, la policía disparó y mató a un hombre brasilero del que se sospechaba estar involucrado en un ataque suicida. En el tercer libro de la serie, Cold Kill, Shepherd está buscando a unos terroristas que planean explotar un tren Eurostar mientras viaja bajo el Canal de la Mancha, desde Londres a París. Cold Kill fue nominada a Mejor Novela en 2007 por Thriller Writers. Con el objetivo de investigar para el octavo libro de la serie de Spider Shepherd, Fair Game, Leather pasó dieciséis días en uno de los buques portacontenedores más grandes del mundo, navegando desde Malasia al Reino Unido. Mientras se encontraba a bordo escribió cincuenta mil palabras de la novela, que trata de un complot terrorista para ingresar una bomba nuclear sucia al Reino Unido.
Durante el curso de la serie Shepherd envejece en tiempo real; tiene 39 años en el libro de 2013, True Colours. Shepherd también cambia de trabajo durante el curso de las diez novelas. Empieza como un oficial de policía encubierto trabajando para una unidad secreta de élite, luego pasa a trabajar para la Agencia de Crimen Organizado del Reino Unido (SOCA) y luego para el MI5, el Servicio de Seguridad Británico.

#### La serieJack Nightingale
En 2010 Hodder & Stoughton publicó el primer libro de una nueva serie escrita por Stephen Leather, presentando al detective sobrenatural Jack Nightingale. Nightfall cuenta la historia de cómo Nightingale descubre que fue adoptado al nacer y que su padre genético es un Satanista que vendió el alma de Nightingale a un demonio del infierno. Desde abril de 2013 hay cuatro libros en la serie –Nightfall, Midnight, Nightmare y Nightshade–.

#### Lanzamientos en Amazon Kindle
Leather se volvió exitoso en el mercado de Amazon Kindle en 2010. Amazon Reino Unido abrió una tienda de eBooks poco antes de Navidad. Leather, anticipando que la gente que compraría eBooks buscaría gangas, le puso a su libro el precio mínimo para escritores independientes, con el objetivo de que fuera uno de los diez más vendidos. Luego acudió a los sitios web de redes sociales más populares, como Facebook y Twitter, para promocionar sus libros.
Su eBook auto-publicado The Basement, sobre un asesino en serie en Nueva York, se mantuvo varias semanas en la cima de la lista de los más vendidos en Kindle en el Reino Unido, luego de que Amazon Encore se encargara de su publicación. A principios de 2011, sus libros The Basement, Hard Landing y su novela de vampiros Once Bitten ocuparon los tres primeros lugares en la lista de los más vendidos en Kindle en el Reino Unido, una hazaña emparejada solo por Stieg Larsson con su trilogía The Girl With The Dragon Tattoo.

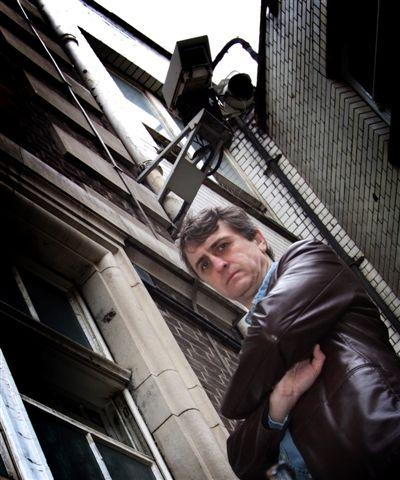
Imagen de Leather tomada de su sitio web

En 2011 Leather fue el segundo autor del Reino Unido con más ventas en Kindle a nivel mundial, superado únicamente por Lee Child. Leather vendió 500.000 eBooks en 2011 y fue votado por la revista The Bookseller como una de las 100 personas más influyentes en el mundo editorial del Reino Unido. Según The Bookseller, su libro The Basement fue el tercer eBook más vendido en el Reino Unido en 2011 y Hard Landing fue el cuarto eBook más vendido en el Reino Unido.
Leather ha sido criticado por sus técnicas de marketing online. En agosto de 2012, el periodista Nick Cohen dijo que Leather había creado cuentas de Twitter falsas bajo el nombre de otros escritores y que luego utilizaba esas cuentas para alabar sus propios libros. Cohen dijo que en julio Leather había alardeado, frente a otros escritores de thrillers, de promocionar sus libros siempre de una manera similar: «Apenas mi libro sale estoy en Facebook y Twitter varias veces al día hablando del tema. Participo en varios foros, los foros reconocidos, y publico bajo mi nombre y bajo diferentes nombres y diferentes personajes. Construyes esta red de personajes que hablan sobre tus libros y a veces conversas contigo mismo».

### Vida personal
Leather ha vivido en Inglaterra, el Lejano Oriente, Francia, los Estados Unidos e Irlanda. Ha escrito novelas mientras residía en cada uno de estos países. Actualmente vive en Tailandia y en su tiempo libre disfruta del buceo y la aviación (tiene una licencia de piloto de Estados Unidos).

## Premios y reconocimientos
En 2002 el libro de Leather Tango One fue nominado para los premios inaugurales de CWA Ian Fleming Steel Dagger, entregados por la Crime Writers' Association. Su libro Hard Landing fue nominado en 2004. Su libro Cold Kill fue nominado a Mejor Novela en 2007 por Thriller Writers. En 2011 Leather vendió más de 500.000 eBooks y fue votado por la revista The Bookseller como una de las 100 personas más influyentes en el mundo editorial del Reino Unido.

### Novelas
| Año de publicación | Título                               | Serie                         | Editorial original        | ISBN                   | Observaciones |
| ------------------ | ------------------------------------ | ----------------------------- | ------------------------- | ---------------------- | --- |
| 1987               | Pay Off                              |                               | St. Martin's Press        | ISBN 0312014872        | Tapa dura (1988), Bolsillo (2002), Audio libro (2011) y eBook (2009)                                              |
| 1989               | The Fireman                          |                               | St. Martin's Press        | ISBN 0312038313        | Tapa dura (1990), Bolsillo (1996), Audio libro (2011) y eBook (2008)                                              |
| 1991               | Hungry Ghost                         |                               | HarperCollins             | ISBN 0002236370        | Tapa dura (1991), Bolsillo (2008), Audio libro (2008) y eBook (2008)                                              |
| 1992               | The Chinaman                         | Mike Cramer #1                | Pocket Books              | ISBN 0671743015        | Tapa dura (1992), Bolsillo (1992), Audio libro (2007) y eBook (2008). También publicado como The Foreigner (2017) |
| 1992               | The Double Tap                       | Mike Cramer #3                | Hodder & Stoughton        | ISBN 9780340628393     | Tapa dura (1996), Bolsillo (1997) y Audio libro (2006)                                                            |
| 1993               | The Vets                             |                               | Pocket Books              | ISBN 0671743031        | Tapa dura (1993), Bolsillo (1994) y eBook (2004)                                                                  |
| 1994               | The Long Shot                        | Mike Cramer #2                | Hodder & Stoughton        | ISBN 9780340632376     | eBook (2009) |
| 1996               | The Birthday Girl                    |                               | Hodder & Stoughton        | ISBN 0340632364        | Tapa dura (1995), Bolsillo (2006), Audio libro (2007) y eBook                                                     |
| 1997               | The Solitary Man                     |                               | Ulverscroft               | ISBN 0340628375        | Tapa dura (2004), Bolsillo (1997) y Audio libro (2010)                                                            |
| 1997               | The Tunnel Rats                      |                               | Ulverscroft               | ISBN 0753170655        | Tapa dura (2004), Bolsillo (2006), Audio libro (2009) y eBook (2009)                                              |
| 1999               | The Bombmaker                        |                               | Hodder & Stoughton        | ISBN 0340689552        | Tapa dura (1999), Bolsillo (2005), Audio libro (2003) y eBook (2009)                                              |
| 2000               | The Stretch                          |                               | Hodder & Stoughton        | ISBN 0340770325        | Tapa dura (2000), Bolsillo (2001), Audio libro (2001) y eBook (2009)                                              |
| 2002               | Tango One                            |                               | Hodder & Stoughton        | ISBN 0340770341        | Tapa dura (2002), Bolsillo (2006), Audio libro (2004) y eBook (2009)                                              |
| 2003               | The Eyewitness                       |                               | Hodder & Stoughton        | ISBN 034082400X        | Tapa dura (2003), Bolsillo (2003), Audio libro (2004) y eBook (2008)                                              |
| 2004               | Hard Landing'                        | Dan 'Spider' Shepherd #1      | Hodder & Stoughton        | ISBN 0340734116        | Tapa dura, Bolsillo, Audio libro y eBook                                                                          |
| 2005               | Private Dancer                       |                               | Three Elephants           | ISBN 9810539169        | Bolsillo y eBook                                                                                                  |
| 2005               | El infiltrado (Soft Target)          | Dan 'Spider' Shepherd #2      | Hodder & Stoughton        | ISBN 0340834072        | Tapa dura (2005), Bolsillo (2005), Audio libro (2005) y eBook (2008)                                              |
| 2006               | Confessions of a Bangkok Private Eye |                               | Monsoon Books             | ISBN 981054832X        | Con Warren Olson                                                                                                  |
| 2006               | El terrorista (Cold Kill)            | Dan 'Spider' Shepherd #3      | Hodder & Stoughton        | ISBN 0340834102        | Tapa dura, Bolsillo, Audio libro y eBook                                                                          |
| 2007               | Furia en la sangre (Hot Blood)       | Dan 'Spider' Shepherd #4      | Hodder & Stoughton        | ISBN 0340921692        | Bolsillo y eBook                                                                                                  |
| 2008               | Dead Men                             | Dan 'Spider' Shepherd #5      | Hodder & Stoughton        | ISBN 0340921706        | Tapa dura (2008), Bolsillo (2008), Audio libro (2008) y eBook (2008)                                              |
| 2009               | Live Fire                            | Dan 'Spider' Shepherd #6      | Hodder & Stoughton        | ISBN 0340921730        | Tapa dura (2009), Bolsillo (2010), Audio libro (2009) y eBook (2009)                                              |
| 2010               | Dreamer's Cat                        |                               | Three Elephants           | ASIN B00486U6VU        | eBook |
| 2010               | The Basement                         |                               | Amazon Encore             | ISBN 1612181481        | Bolsillo (2011), Audio libro (2012) y eBook (2011)                                                                |
| 2010               | Rough Justice                        | Dan 'Spider' Shepherd #7      | Hodder & Stoughton        | ISBN 0340924934        | Tapa dura (2010), Bolsillo (2010), Audio libro (2010) y eBook (2010)                                              |
| 2010               | Nightfall                            | Jack Nightingale #1           | Isis Large Print          | ISBN 1612182291        | Tapa dura, Bolsillo, Audio libro y eBook (2012)                                                                   |
| 2011               | Once Bitten                          |                               | Amazon Encore             | ISBN 1455871702        | Bolsillo (2011), Audio libro (2012) y eBook (2011)                                                                |
| 2011               | Bangkok Bob and The Missing Mormon   |                               | Monsoon Books             | ISBN 9810877765        | Bolsillo (2011) y eBook (2010)                                                                                    |
| 2011               | Fair Game                            | Dan 'Spider' Shepherd #8      | Hodder & Stoughton        | ISBN 0340924969        | Tapa dura (2012), Bolsillo (2012), Audio libro (2011) y eBook (2012)                                              |
| 2011               | Midnight                             | Jack Nightingale #2           | Hodder & Stoughton        | ISBN 1444700669        | Tapa dura (2011), Bolsillo (2012), Audio libro (2012) y eBook (2012)                                              |
| 2012               | False Friends                        | Dan 'Spider' Shepherd #9      | Hodder & Stoughton        | ISBN 1444736779        | |
| 2012               | Nightmare                            | Jack Nightingale #3           | Hodder & Stoughton        | ISBN 1455866792        | Tapa dura (2012), Bolsillo (2012), Audio libro (2012) y eBook (2012)                                              |
| 2013               | True Colours                         | Dan 'Spider' Shepherd #10     | Hodder & Stoughton        | ISBN 978-1444736564    | |
| 2013               | Nightshade                           | Jack Nightingale #4           | Hodder & Stoughton        | ISBN 9781444740684     | Tapa dura (2013), Bolsillo (2013), Audio libro (2013) y eBook (2013)                                              |
| 2014               | White Lies                           | Dan 'Spider' Shepherd #11     | Hodder & Stoughton        | ISBN 978-1444736588    | Tapa dura (2014) y eBook (2014)                                                                                   |
| 2014               | Lastnight                            | Jack Nightingale #5           | Hodder & Stoughton        | ISBN 1444742655        | Tapa dura (2014) y eBook (2014)                                                                                   |
| 2014               | San Francisco Night                  | Jack Nightingale #6           | Three Elephants           | ISBN 978-0-9566203-9-2 | Tapa dura (2015) y eBook (2014)                                                                                   |
| 2015               | Black Ops                            | Dan 'Spider' Shepherd #12     | Hodder & Stoughton        | ISBN 978-1444736656    | Tapa dura (2015) y eBook (2015)                                                                                   |
| 2015               | New York Night                       | Jack Nightingale #7           | Three Elephants           | ISBN 978-0956620378    | Tapa dura (2015) y eBook (2015)                                                                                   |
| 2016               | First Response                       |                               | Hodder & Stoughton        | ISBN 978-1473604605    | Tapa dura (2016) y eBook (2016)                                                                                   |
| 2016               | Takedown                             |                               | Hodder & Stoughton        | ISBN 978-1473605596    | Tapa dura (2017) y eBook (2017)                                                                                   |
| 2016               | Dark Forces                          | Dan 'Spider' Shepherd #13     | Hodder & Stoughton        | ISBN 978-1473604063    | Tapa dura (2016) y eBook (2016)                                                                                   |
| 2016               | The Sandpit                          | Dan 'Spider' Shepherd: SAS #1 | CreateSpace               | ISBN 978-1532959394    | Novela corta |
| 2017               | Light Touch                          | Dan 'Spider' Shepherd #14     | Hodder & Stoughton        | ISBN 978-1473604131    | |
| 2018               | The Shout                            |                               | Hodder & Stoughton        | ISBN 978-1473671782    | |
| 2018               | Last Man Standing                    |                               | Hodder & Stoughton        | ISBN 978-1473671867    | |
| 2018               | Tall Order                           | Dan 'Spider' Shepherd #15     | Hodder & Stoughton        | ISBN 978-1473604179    | |
| 2018               | Moving Targets                       | Dan 'Spider' Shepherd: SAS #2 | CreateSpace               | ISBN 978-1985232051    | |
| 2018               | Tennessee Night                      | Jack Nightingale #8           | Publicación independiente | ISBN 978-1717751133    | Bolsillo (2018) y eBook (2018)                                                                                    |
| 2019               | The Bag Carrier                      |                               | Publicación independiente | ISBN 978-1794095274    | |
| 2019               | Rogue Warrior                        |                               |                           | ASIN B07XQ3M13B        | Novela corta |
| 2019               | Plausible Deniability                |                               | Publicación independiente | ISBN 978-1075865565    | Novela corta |
| 2019               | Short Range                          | Dan 'Spider' Shepherd #16     | Hodder & Stoughton        | ISBN 978-1473671928    | |
| 2020               | The Runner                           |                               | Hodder & Stoughton        | ISBN 978-1529345155    | |
| 2020               | Slow Burn                            | Dan 'Spider' Shepherd #17     | Hodder & Stoughton        | ISBN 978-1473671973    | |

### Cuentos
| Año de publicación | Título                                       | Serie                      | Colección                                                                   | Observaciones |
| ------------------ | -------------------------------------------- | -------------------------- | --------------------------------------------------------------------------- | ------------- |
| 2011               | "Cursed"                                     | Jack Nightingale #1.5      | Nightingale - A Short Story Collection (2017)                               |               |
| 2011               | "Inspector Zhang Gets His Wish"              | Inspector Zhang #1         | The Eight Curious Cases of Inspector Zhang (2014)                           | Novela corta  |
| 2011               | "Inspector Zhang and the Falling Woman"      | Inspector Zhang #2         | The Eight Curious Cases of Inspector Zhang (2014)                           | Novela corta  |
| 2011               | "Inspector Zhang and the Dead Thai Gangster" | Inspector Zhang #3         | The Eight Curious Cases of Inspector Zhang (2014)                           | Novela corta  |
| 2011               | "Inspector Zhang and the Disappearing Drugs" | Inspector Zhang #4         | The Eight Curious Cases of Inspector Zhang (2014)                           | Novela corta  |
| 2012               | "Friendly Fire"                              | Dan 'Spider' Shepherd      | Spider Shepherd Short Stories (2013), Spider Shepherd: SAS: Volume 2 (2014) |               |
| 2012               | "Dead Drop"                                  | Dan 'Spider' Shepherd      | Spider Shepherd Short Stories (2013), Spider Shepherd: SAS: Volume 2 (2014) |               |
| 2012               | "Still Bleeding"                             | Jack Nightingale #4.4      | Nightingale - A Short Story Collection (2017)                               |               |
| 2012               | "Inspector Zhang And The Perfect Alibi"      | Inspector Zhang #5         | The Eight Curious Cases of Inspector Zhang (2014)                           | Novela corta  |
| 2012               | "Breaking"                                   | Inspector Zhang #6.1       | Short Fuses (2012)                                                          |               |
| 2012               | "Strangers On A Train"                       | Inspector Zhang #6.2       | Short Fuses (2012)                                                          |               |
| 2012               | "Inspector Zhang and the Hotel Guest"        | Inspector Zhang #6.3       | Short Fuses (2012), The Eight Curious Cases of Inspector Zhang (2014)       |               |
| 2012               | "Cat's Eyes"                                 | Inspector Zhang #6.4       | Short Fuses (2012)                                                          |               |
| 2012               | "Inspector Zhang Goes To Harrogate"          | Inspector Zhang #7         | The Eight Curious Cases of Inspector Zhang (2014)                           | Novela corta  |
| 2013               | "Hard Evidence"                              | Dan 'Spider' Shepherd      | Spiders Web (2013)                                                          |               |
| 2013               | "Hiatus"                                     | Dan 'Spider' Shepherd      | Spiders Web (2013)                                                          |               |
| 2013               | "Hard Targets"                               | Dan 'Spider' Shepherd      | Spiders Web (2013), Spider Shepherd: SAS: Volume 1 (2014)                   |               |
| 2013               | "Kill Zone"                                  | Dan 'Spider' Shepherd      | Spider Shepherd Short Stories (2013), Spider Shepherd: SAS: Volume 2 (2014) |               |
| 2013               | "Natural Selection"                          | Dan 'Spider' Shepherd: SAS | Spider Shepherd: SAS: Volume 1 (2014)                                       |               |
| 2013               | "Warning Order"                              | Dan 'Spider' Shepherd: SAS | Spider Shepherd: SAS: Volume 1 (2014)                                       |               |
| 2013               | "Hostile Territory"                          | Dan 'Spider' Shepherd: SAS | Spider Shepherd: SAS: Volume 1 (2014)                                       |               |
| 2013               | "Rough Diamonds"                             | Dan 'Spider' Shepherd: SAS | Spider Shepherd: SAS: Volume 1 (2014)                                       |               |
| 2013               | "Inspector Zhang and the Island of the Dead" | Inspector Zhang #8         | The Eight Curious Cases of Inspector Zhang (2014)                           | Novela corta  |
| 2014               | "Narrow Escape"                              | Dan 'Spider' Shepherd: SAS | Spider Shepherd: SAS: Volume 1 (2014)                                       |               |
| 2014               | "Personal Protection"                        | Dan 'Spider' Shepherd: SAS | Spider Shepherd: SAS: Volume 2 (2014)                                       |               |
| 2014               | "The Rope"                                   | Dan 'Spider' Shepherd: SAS | Spider Shepherd: SAS: Volume 2 (2014)                                       |               |
| 2014               | "Planning Pack"                              | Dan 'Spider' Shepherd: SAS | Spider Shepherd: SAS: Volume 2 (2014)                                       |               |
| 2014               | "Remote Control"                             | Dan 'Spider' Shepherd      |                                                                             |               |
| 2014               | "My Name Is Lydia"                           | Jack Nightingale #2.5      | Nightingale - A Short Story Collection (2017)                               |               |
| 2014               | "Blood Bath"                                 | Jack Nightingale #4.5      | Nightingale - A Short Story Collection (2017)                               |               |
| 2014               | "Tracks"                                     | Jack Nightingale #5.5      | Nightingale - A Short Story Collection (2017)                               |               |
| 2015               | "I Know Who Did It"                          | Jack Nightingale #4.6      | Nightingale - A Short Story Collection (2017)                               |               |
| 2015               | "The Whisper Man"                            | Jack Nightingale           |                                                                             | Novela corta  |
| 2016               | "Children Of The Dark"                       | Jack Nightingale #5.6      | Nightingale - A Short Story Collection (2017)                               |               |
| 2017               | "The Cards"                                  | Jack Nightingale #3.5      | Nightingale 2 - A Short Story Collection (2018)                             |               |
| 2017               | "The Creeper"                                | Jack Nightingale #5.7      | Nightingale - A Short Story Collection (2017)                               |               |
| 2017               | "The Asylum"                                 | Jack Nightingale #5.8      | Nightingale 2 - A Short Story Collection (2018)                             |               |
| 2017               | "The Undead"                                 | Jack Nightingale #5.9      | Nightingale - A Short Story Collection (2017)                               |               |
| 2017               | "The Doll"                                   | Jack Nightingale #5.10     | Nightingale 2 - A Short Story Collection (2018)                             |               |
| 2017               | "The Mansion"                                | Jack Nightingale #5.11     | Nightingale 2 - A Short Story Collection (2018)                             |               |
| 2017               | "Possession"                                 | Jack Nightingale #5.12     | Nightingale 2 - A Short Story Collection (2018)                             |               |
| 2017               | "Devilzone - A Jack Nightingale Screenplay"  | Jack Nightingale           |                                                                             |               |
| 2017               | "Wrong Turn"                                 | Jack Nightingale           | Nightingale 2 - A Short Story Collection (2018)                             |               |
| 2018               | "The House On Gable Street"                  | Jack Nightingale           |                                                                             |               |
| 2018               | "Knock Knock"                                | Jack Nightingale           | Nightingale 2 - A Short Story Collection (2018)                             |               |
| 2018               | "Watery Grave"                               | Jack Nightingale           | Nightingale 2 - A Short Story Collection (2018)                             |               |
| 2018               | "Claws"                                      | Jack Nightingale           | Nightingale 2 - A Short Story Collection (2018)                             |               |

### Guiones
| Fecha     | Nombre del programa     | Observaciones |
| --------- | ----------------------- | --- |
| 2001–2003 | Murder in Mind          | Escribió dos episodios de la primera temporada (2001) y dos episodios de la segunda temporada (2002). También escribió un episodio para la temporada 2003. |
| 2000      | The Bombmaker           | Elaborado para una película para televisión basada en el libro escrito por Leather                                                                         |
| 2000      | The Knock (Temporada 5) | Episodio 2. Especial de 90 minutos |
| 2000      | The Stretch             | Elaborado para una película para televisión basada en el libro escrito por Leather. La película fue creada, escrita y producida por Leather                |
| 1999      | London's Burning        | Episodios 9 y 10. Emitidos en marzo de 2000 |
| 1998      | The Knock (Temporada 4) | Episodios 4, 5 y 6. Emitidos en 1999 |

## Adaptaciones
- Doble traicion (2000), miniserie dirigida por Frank W. Smith, basada en la novela The Stretch
- The Bombmaker (2001), miniserie dirigida por Graham Theakston, basada en la novela The Bombmaker
- The Foreigner (2017), película dirigida por Martin Campbell, basada en la novela The Chinaman
- Tango One (2018), película dirigida por Sacha Bennett y Helena Holmes, basada en la novela Tango One